# 梅花镇 (泗洪县)
梅花镇，是中华人民共和国江苏省宿迁市泗洪县下辖的一个乡镇级行政单位。

## 行政区划
梅花镇下辖以下地区：
梅花社区、赵庄村、从庄村、段庄村、大罗村、万全村、川城村、大罗村、万全村和前老村。